# МКС-15
МКС-15 — п'ятнадцятий довготривалий екіпаж Міжнародної космічної станції. Екіпаж працював на борту МКС з квітня 2007 року по жовтень 2007 року.

## Екіпаж
- Федір Юрчихін (2-й космічний політ) (Росія), командир екіпажу
- Олег Котов (1) (Росія), бортінженер
- Суніта Вільямс (1) (Sunita Williams) (США), бортінженер до червня 2007
- Клейтон Андерсон (1) (Clayton Anderson) (США) з червня 2007 року

### Дублюючий екіпаж
- Роман Романенко (Росія), командир екіпажу.
- Михайло Корнієнко (Росія), бортінженер

## Опис польоту

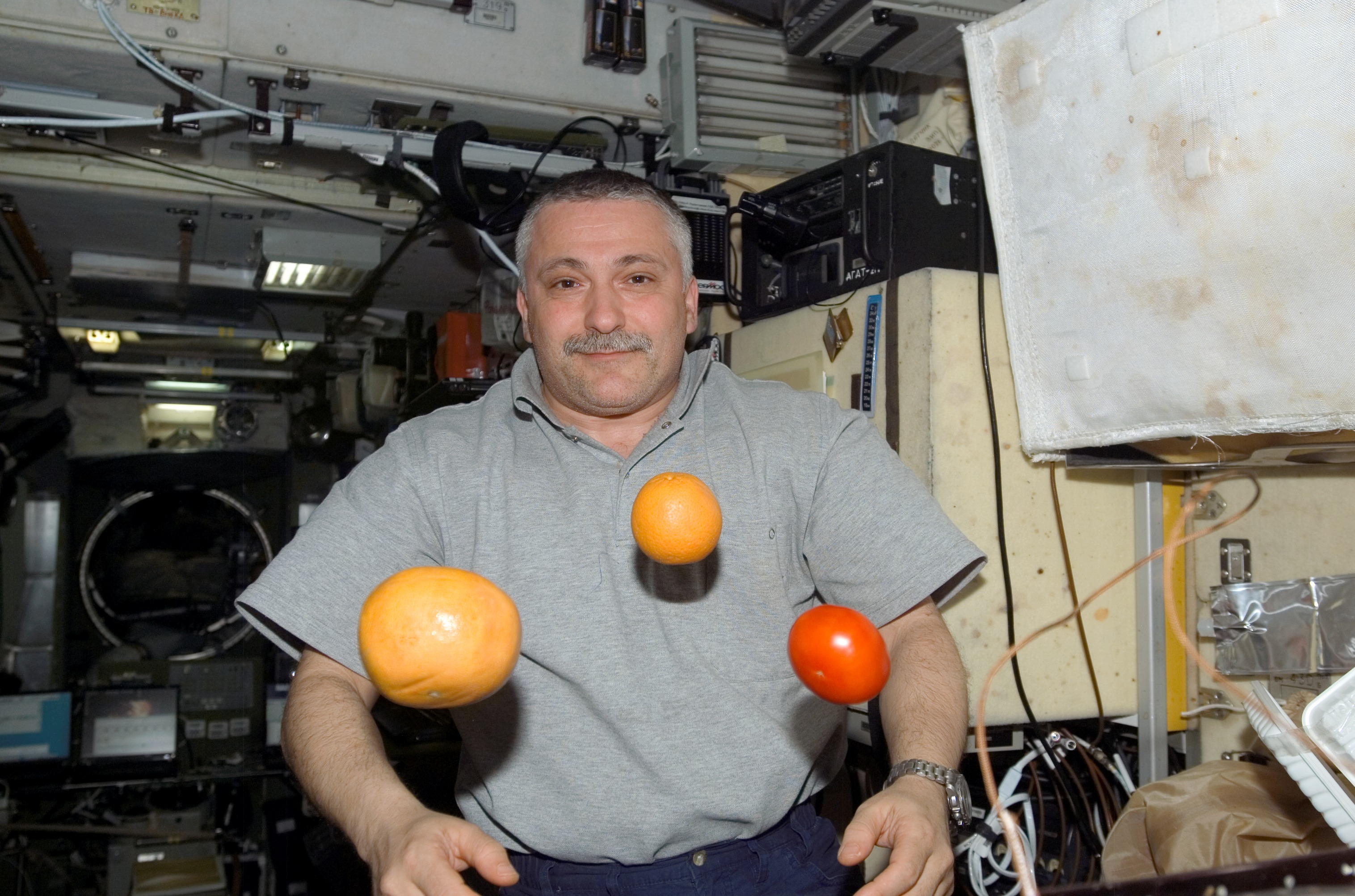
Юрчихин представляє добірку свіжих фруктів, яка прибула з «Прогресом»

### Зміна екіпажу
Федір Юрчихін і Олег Котов стартували в космос на кораблі «Союз ТМА-10» з космодром Байконур (Казахстан) 7 квітня 2007. Разом з ними в космос з коротким відвідуванням МКС стартував також п'ятий космічний турист Чарльз Сімоні (США).
Космонавти попереднього довготривалого екіпажу МКС-14 — Майкл Лопес-Алегрія і Михайло Тюрін повернулися на Землю на кораблі «Союз ТМА-9» 21 квітня 2007 року. Разом з ними на Землю повернувся і Чарльз Симоні.

### Виходи у відкритий космос
- Вихід 1 — «Юрчихин і Котов»
- Мета: установка протівометеорітних панелей
- Початок: 30 мая 2007 — 19:05 UTC
- Закінчення: 31 травня — 00:30 UTC
- Тривалість: 5 годин 25 хвилин

Це 1-й вихід у космос Юрчихина і Котова.
Вихід з російського модуля «Пірс» в російських скафандрах.
- Вихід 2 — «Юрчихин і Котов»'
- Мета: встановили контейнер з експериментальними зразками на зовнішній поверхні та встановлення протівометеорітних панелей
- Початок: 6 червня 2007 — 14:23 UTC
- Закінчення: 6 червня — 24:00 UTC
- Тривалість: 5 годин 37 хвилин

Це 2-й вихід у космос Юрчихина і Котова.
Вихід з російського модуля «Пірс» в російських скафандрах.
- Вихід 3 — «Юрчихин і Андерсон»
- Мета: монтаж стійки VSSA на секції P1 Основний ферми, заміна модуля RPCM на секції SO.
- Початок: 23 липня 2007 — 10:24 UTC
- Закінчення: 23 липня — 18:05 UTC
- Тривалість: 7 годин 41 хвилина

Це 3-й вихід у космос Юрчихина і 1-й Андерсона.
Вихід з американського шлюзового відсіку «Квест», в американських скафандрах.

## Робота на борту МКС
9 квітня 2007 року в 15:03:00 (19:03:00 UTC) корабель «Союз ТМА-10» з екіпажем 15-й довготривалої експедиції успішно пристикувався до МКС. Стикування пройшло в автоматичному режимі, під контролем командира «Союзу» Олега Котова.

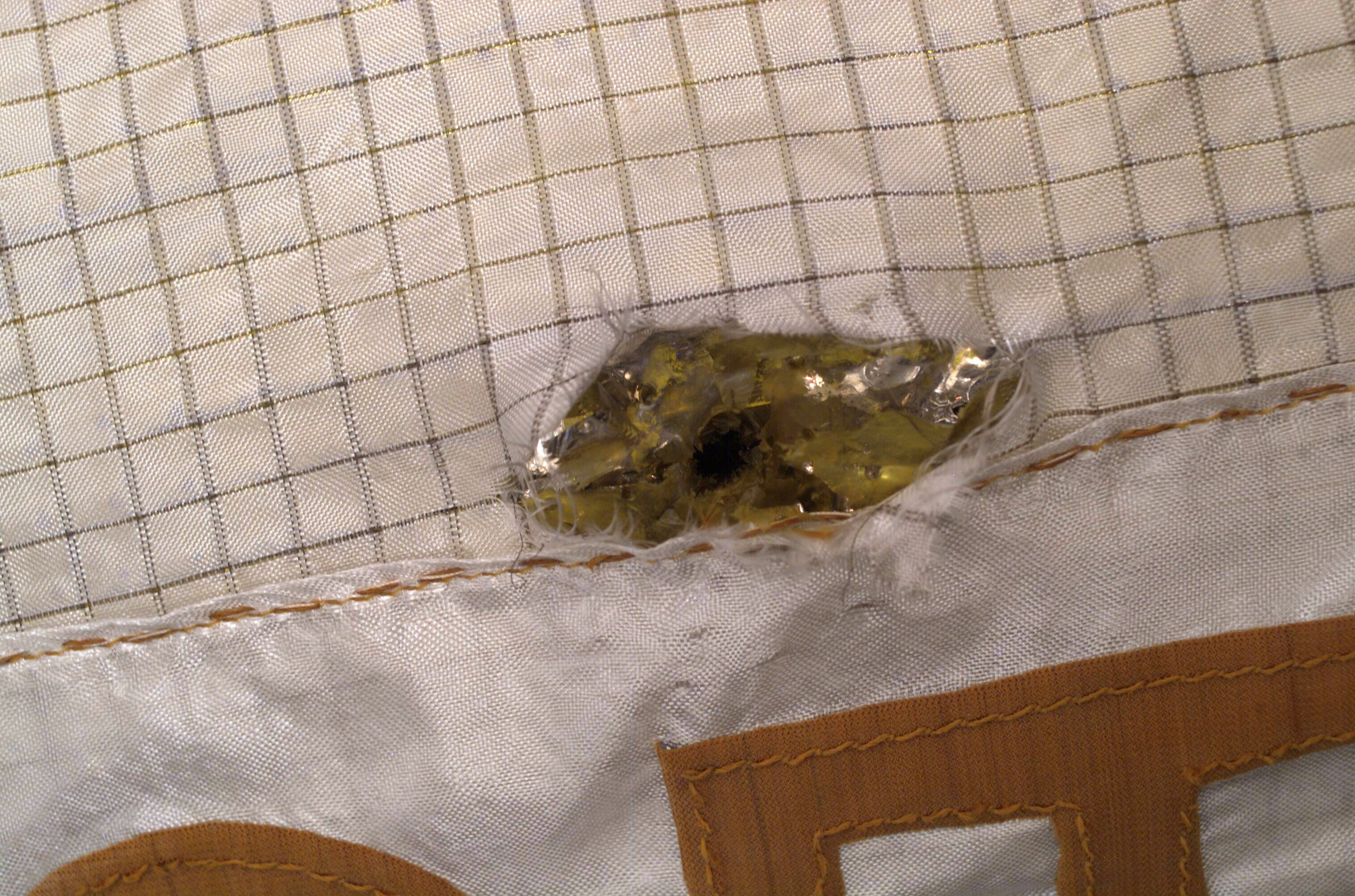
«Зоря» була пошкоджена метеоритом

20 квітня відбулася офіційна зміна екіпажів на МКС. Командир МКС-14 Майкл Лопес-Алегрія передав свої повноваження Федір Юрчихін, командиру МКС-15. Обов'язки бортінженера замість Михайла Тюріна став виконувати Олег Котов. Астронавт Суніта Вільямс перейшла з екіпажу МКС-14 в екіпаж МКС-15. Суніту Вільямс змінив Клейтон Андерсон в червні.
26 квітня керівництво НАСА ухвалило рішення про повернення бортінженера 15-й довготривалої експедиції МКС Суніти Вільямс на Землю на шатлі «Атлантіс» STS-117 в червні місяці. Для заміни Вільямс до складу екіпажу «Атлантіс» включений Клейтон Андерсон. Старт шатла «Атлантіс» відбувся 8 червня. Андерсон працював на станції до жовтня і повернувся на Землю на шатлі «Дискавері» STS-120.
27 вересня екіпаж МКС перестикувати корабель «Союз ТМА-10». Переліт корабля «Союз ТМА-10» від стикувального вузла модуля «Зоря» на кормовій стикувальний вузол модуля «Зірка» був здійснений за 27 хвилин. Перед перестиковку космонавти екіпажу МКС перевели всі системи станції в автономний режим польоту. Потім екіпаж МКС-15: Федір Юрчихін, Олег Котов і Клей Андерсон перейшли в корабель «Союз ТМА-10». Відстиковка від модуля «Зоря» відбулася в 19:20 UTC. У 19:47 корабель «Союз ТМА-10» пристикувався до модуля «Зірка». Під час перестиковки, кораблем «Союз ТМА-10» керував Олег Котов.
Стикувальний вузол модуля «Зоря» звільнений для корабля «Союз ТМА-11», на якому на станцію прибула наступна експедиція МКС. Старт корабля «Союз ТМА-11» пройшов 10 жовтня, стикування зі станцією — 12 жовтня. Екіпаж корабля «Союз ТМА-11» склали Юрій Маленченко, Пеггі Вітсон і Шейх Мушафар Шукор. Пеггі Вітсон — командир шістнадцятої довготривалої експедиції МКС (МКС-16), Юрій Маленчено — бортінженер МКС-16. Шекір Мужафар Шукор летить на станцію з коротким візитом у відповідності з угодою між Росією і Малайзією. Шейх Мушафар Шукор — перший космонавт Малайзії.